# Филаттьера
Филаттиера (итал. Filattiera) — коммуна в Италии, располагается в регионе Тоскана, в провинции Масса-Каррара.
Население составляет 2427 человек (2008 г.), плотность населения составляет 51 чел./км². Занимает площадь 48,97kmq км². Почтовый индекс — 54023. Телефонный код — 0187.
Покровителем коммуны почитается святой Стефан, празднование 26 декабря.

## Демография
Динамика населения:

## Администрация коммуны
- Официальный сайт: http://www.comune.filattiera.ms.it/